# Мора, Кристиан
Кристиан Мора (полностью — Кристиан Рафаэль Мора Медрано исп. Christian Rafael Mora Medrano; род. 26 августа 1979, Винсес, Лос-Риос) — эквадорский футболист, вратарь.

## Международная карьера
Мора попал в состав сборной Эквадора на Чемпионате мира 2006. На этом турнире он провёл все 4 игры сборной Эквадора на этом турнире, пропустив 4 мяча (3 от сборной Германии в групповом турнире и 1 от Англии в 1/8 финала). Первые же 2 матча Эквадор против сборной Польши и Коста-Рики он и вовсе отстоял на ноль.
Однако из-за последующих плохих результатов в товарищеских матчах и неудаче на Кубке Америки 2007 Мора потерял место в воротах сборной Эквадора.